# Nikolaos Laskaris
Nikolaos Komnenos Laskaris (mittelgriechisch Νικόλαος Κομνηνός Λάσκαρις; * um 1200 wohl in Konstantinopel; † 1211 oder 1212) war von 1208 (oder 1207) bis zu seinem Tod byzantinischer Mitkaiser in Nikaia.

## Leben
Nikolaos war der älteste Sohn des Kaisers Theodoros I. Laskaris und dessen erster Frau Anna Komnene Angelina, einer Tochter von Kaiser Alexios III. Angelos. Er hatte einen ebenfalls früh verstorbenen Bruder Johannes sowie die Schwestern Irene, Maria und Eudokia.
Vor der Eroberung Konstantinopels durch die Kreuzfahrer am 13. April 1204 floh Nikolaos zusammen mit seinen Eltern nach Bithynien, wo die Laskariden das Exilreich von Nikaia gründeten. Als Theodoros im März 1208 (oder schon 1207) durch den Patriarchen Michael IV. Autoreianos in Nikaia zum Basileus gekrönt wurde, avancierte Nikolaos zum nominellen Mitkaiser. Der junge Kronprinz starb noch vor seiner Mutter († 1212); die Todesursache ist unbekannt.